# Raymond Bouillenne
Raymond Bouillenne, né à Liège le 28 février 1897 et mort le 19 mars 1972 à Bois-le-Comte, Mérv, est un botaniste belge, professeur à l'université de Liège.

## Biographie
Raymond Bouillenne naît à Liège en 1897, fils de Léopold Bouillenne et Madeleine Raucq. Il fait ses études secondaires à l'Athénée royal de Liège, où il obtient son diplôme de fin d'études en humanités gréco-latines en 1915. Il doit attendre la fin de la guerre pour s'inscrire à l'université, où il est actif au sein de l'association d'étudiants, comme président en 2020 et cofondateur de la maison des étudiants. Il est élu président de la Fédération nationale des étudiants en sciences naturelles de Belgique en 1921. Il participe à la Mission biologique belge au Brésil dirigée par Jean Massart, aux environs de Rio de Janeiro et de São Paulo. Il soutient son doctorat avec une thèse intitulée Un voyage botanique dans le Bas-Amazone. Il est cofondateur de la station scientifique de l'université de Liège à Mont Rigi, inaugurés en août 1924. En 1925, il est nommé chef de travaux à l'université de Genève.
Il se marie avec Marie Walrand, inspectrice d'hygiène dans les Laboratoires centraux du gouvernement à Bruxelles, le couple a deux enfants. Il obtient une bourse qui lui permet de faire un séjour d'étude dans le laboratoire d'André Mayer au Collège de France. Il signe avec Marie Walrand un article intitulé « Contribution à l'étude de la respiration en fonction de l'hydratation : échanges respiratoires dans les racines tubérisées de Brassica napus L ». Il passe l'année universitaire 1926-1927 à la C. R. S. Educational Foundation. Il est nommé chargé de cours à l'université de Liège en 1927 et directeur de l'Institut botanique et du Jardin botanique de l'université.
Il est, avec le physiologiste Léon Fredericq, à l'initiative de la fondation de la Station scientifique des Hautes-Fagnes en 1924. Il est la créateur du premier phytotron européen, inauguré en 1954 au sein de l'Institut de botanique liégeois et qui fonctionne jusqu’en 1981,,. 
Il meurt le 19 mars 1972 à Bois-le-Comte et est inhumé au cimetière de Gomzé-Andoumont.

## Publications
- «L'action des phytohormones sur la croissance, la division des cellules et l'organogenèse», Bull. Soc. Roy. Se. Liège, 6, 334-342, 1937.
- «Les hormones végétales», Ass. fr. Av. des Se, 63e session, Liège, 999-1003, 1939.
- avec F. W. Went, « Recherches expérimentales sur la néoformation des racines dans les plantules et les boutures de plantes supérieures », Ann. Jard. bot. Buitenzorg, 43, 25-202, 1933.
- avec J. de Roubaix  et  O. Lazar, « Action des hormones sur la croissance de la Betterave sucrière », IBAB, 215-233, 1943.
- avec M. Bouillenne-Walrand, R. Noel et  C. Sironval :
  - « Action de quelques substances de croissance ou hormones végétales sur la fructification des Tomates », Bull. hort. Liège, 2, 291-299, 1947.
  - « Sur l'utilisation du 2.4-D (2.4-acide dichloropbénoxy acétique) comme herbicide sélectif pour l'entretien des pelouses et des pépinières », Bull. hort., Liège, 3, 163-170, 1948.
- Avec Marie Bouillenne :
  - « Contribution à l'étude de la néoformation et de la croissance des racines », Bull. Soc. Roy. Bot. Belg., 61, 43-67, 1938.
  - « Teneur en auxines des plantules et hypocotyles inanities de Impatiens balsamina L. en rapport avec l’organogenèse des racines », Ac. R. Belg., Bull. Cl. Se.,5, 473-490, 1939.
  - « Détermination des facteurs de la rhizogénèse », Bull Ac. Roy. Belg. Cl. des Se, 33; 790-806, 1947.
  - « Proposition d'une théorie de la rhizocaline », Bull Ac. Roy. Belg. Cl. des Se, 33, 870-884, 1947.
  - « Contribution à la théorie de la rhizocaline », Lejeunia, 11, 17-36, 1947.
  - « Théorie de la Rhizocaline », Sciences. Rev. de l'AFAS, 75, 482, 1948.
  - « Le bouturage du Houx au moyen des hormones d'application », Bull. hort. Liège, 3, 358-364, 1948.
  - « Le bouturage des Magnoliacées et des Conifères », Bull. hort. Liège, 4, 67-73, 1949.